# 비디오 게임 개발
비디오 게임 개발(영어: Video game Development)은 비디오 게임의 개발까지의 과정을 말한다. 보통의 게임 개발은 차이는 있지만 고급 기술이 필요하기 때문에 게임 개발자나 게임 개발사에 의해 이루어진다. 보통 현대의 비디오 게임은 개발에서 공개까지 1년에서 3년까지 걸린다.

## 역사
게임의 역사는 최초의 비디오 게임의 개발과 함께 시작하지만 어느 비디오 게임이 최초인지는 비디오 게임의 정의에 따라 다르다. 최초의 게임에는 엔터테인먼트의 가치가 거의 없었으며 개발은 사용자 경험과 분리되어 초점이 맞추어졌는데, 사실 이러한 게임들의 플레이에는 메인프레임 컴퓨터들이 필요했다. 1952년 샌디 더글러스가 개발한 OXO가 디지털 디스플레이를 사용한 최초의 컴퓨터 게임이었다.

## 역할
- 비디오 게임 프로듀서
- 비디오 게임 퍼블리셔
- 디자이너
- 아티스트
- 프로그래머
- 레벨 디자이너
- 사운드 엔지니어
- 테스터

## 참고 문헌
- Moore, Michael E.; Novak, Jeannie (2010). 《Game Industry Career Guide》. Delmar: Cengage Learning. ISBN 978-1-4283-7647-2.

## 같이 보기
- 게임 프로그래밍
- 비디오 게임의 역사